# Effektive Dosis

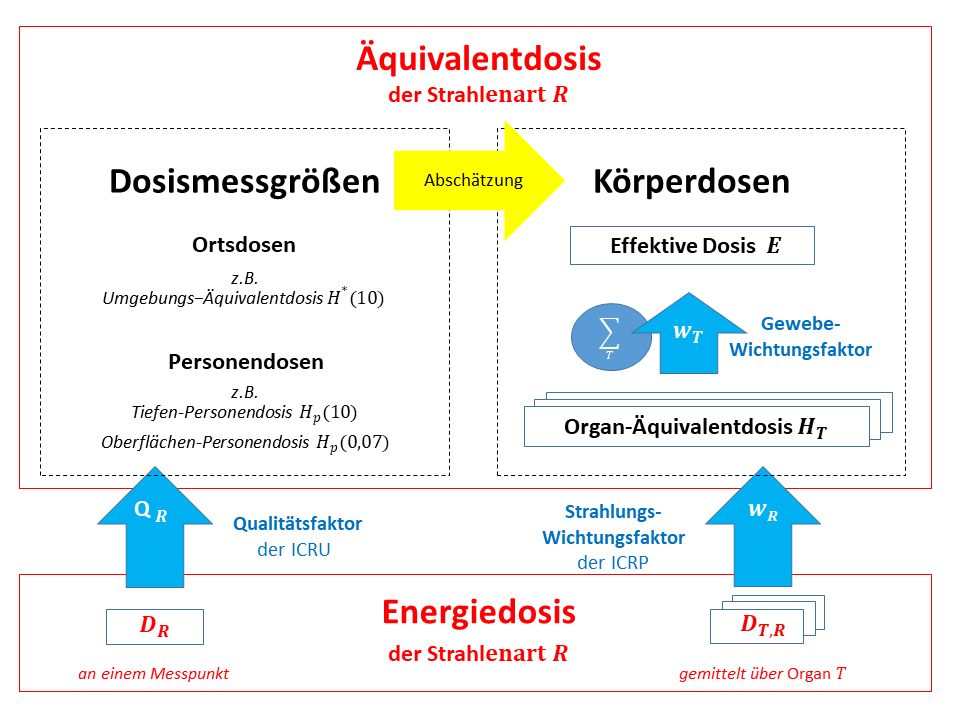
Effektive Dosis im Zusammenhang mit anderen „Dosis“-Begriffen. Für Details siehe Äquivalentdosis.

Die effektive Dosis oder früher auch effektive Äquivalentdosis ist ein Maß für die Strahlenexposition des Menschen. Zusätzlich zur Äquivalentdosis, welche bereits die unterschiedliche Wirksamkeit der verschiedenen Strahlungsarten (z. B. Alpha-, Beta-, Gamma-, Röntgenstrahlung- oder Neutronenstrahlung) miteinbeziehen, berücksichtigt die effektive Dosis auch die unterschiedliche Empfindlichkeit der Organe gegenüber ionisierender Strahlung.

## Berechnung
Zur Berechnung der effektiven Dosis {\displaystyle E} werden die Organdosen HT mit den Gewebe-Wichtungsfaktoren wT (siehe unten) des Organs T multipliziert. Die Summe der so gewichteten Organdosen ergibt die effektive Dosis:
{\displaystyle E=\sum _{\mathrm {T} }w_{\mathrm {T} }\cdot H_{\mathrm {T} }}.
Die Einheit der effektiven Dosis ist ebenso wie die der Organdosis das Sievert, Kurzzeichen Sv.
Die Bestimmung einer effektiven Dosis bewertet das unterschiedliche Risiko für das Auftreten stochastischer Schadwirkungen bei Exposition einzelner Organe und Gewebe oder des ganzen Körpers. Die Haut des Menschen ist z. B. weit weniger empfindlich gegenüber einer Strahlenexposition als verschiedene innere Organe.
Gewebe-Wichtungsfaktoren werden für die weltweite Verwendung von der Internationalen Strahlenschutzkommission (ICRP) vorgeschlagen.
Die Gewebe-Wichtungsfaktoren wurden 1977 eingeführt und zuletzt im März 2007 aktualisiert. Die geschätzten Faktoren sind alters- und geschlechtsgemittelt. Gegenüber den Empfehlungen von 1990 (ICRP 60) wurde der abgeschätzte Wert des Gewebe-Wichtungsfaktors für die Keimdrüsen deutlich reduziert und damit einer geänderten Abschätzung des genetischen Risikos Rechnung getragen. Die Zahlen des ICRP 103 bilden die Grundlage der in Deutschland gültigen Strahlenschutzverordnung.

## Gewebe-Wichtungsfaktoren
Die folgende Tabelle zeigt Vorschläge, die 1990 und 2007 von der ICRP abgegeben wurden:
| Organe und Gewebe        | ICRP 60 (1990)  | ICRP 103 (2007) |
| Knochenmark (rot)        | 0,12            | 0,12            |
| Dickdarm                 | 0,12            | 0,12            |
| Lunge                    | 0,12            | 0,12            |
| Magen                    | 0,12            | 0,12            |
| Brust                    | 0,05            | 0,12            |
| Keimdrüsen               | 0,20            | 0,08            |
| Blase                    | 0,05            | 0,04            |
| Speiseröhre              | 0,05            | 0,04            |
| Leber                    | 0,05            | 0,04            |
| Schilddrüse              | 0,05            | 0,04            |
| Haut                     | 0,01            | 0,01            |
| Knochenoberfläche        | 0,01            | 0,01            |
| Gehirn                   | nicht definiert | 0,01            |
| Speicheldrüsen           | nicht definiert | 0,01            |
| übrige Organe und Gewebe | 0,05            | 0,12            |
| Summe                    | 1,00            | 1,00            |

Übrige Gewebe sind Nebennieren, obere Atemwege, Gallenblase, Herz, Nieren, Lymphknoten, Muskelgewebe, Mundschleimhaut, Bauchspeicheldrüse, Prostata (Männer), Dünndarm, Milz, Thymus, Gebärmutter/Gebärmutterhals (Frauen).